# Juraj Žuffa
Juraj Žuffa (* 2. září 1959) v Košicích je bývalý československý basketbalista a slovenský trenér, účastník Mistrovství světa 1982, pěti mistrovství Evropy, stříbrný a bronzový medailista. Je zařazen na čestné listině zasloužilých mistrů sportu.
Basketbalovou ligovou kariéru začal dvěma sezónami (1977-1979) ve slovenském klubu Slavia VŠT Košice, po nichž přestoupil do Slavia VŠ Praha, kde hrál pět sezón až do roku 1984 a dvakrát byl mistrem Československa (1981, 1982). Čtyři sezóny (1984-1985, 1986-1989) hrál za Inter Bratislava a pokaždé získal medaili, zlatou v roce 1985 a stříbrnou v roce 1988. Jednu sezónu (1985-1986) hrál za RH Pardubice (4. místo). V československé basketbalové lize odehrál 12 sezón (1977-1989), třikrát byl mistrem Československa, jedenkrát vicemistrem a má dvě třetí místa. V sezóně 1966-1967 byl zařazen do nejlepší pětice hráčů československé 1. ligy basketbalu. V historické střelecké tabulce basketbalové ligy Československa (od sezóny 1962/63 do 1992/93) je na 19. místě s počtem 5558 bodů. 
Hrál v 8 ročnících evropských klubových pohárů v basketbale. Třikrát s týmem Slavia VŠ Praha, z toho dvakrát v Poháru evropských mistrů s účastí ve čtvrtfinálové skupině v sezóně 1981-1982 a v jednom ročníku FIBA Poháru Korač 1980-81. S týmem Inter Bratislava hrál rovněž tři ročníky, v Poháru evropských mistrů 1986 (vyřazeni od BC Žalgiris Kaunas, Litva) a dva ročníky Koračova poháru (1988, 1989). S týmem BK Trenčín startoval ve dvou ročnících Koračova poháru (1995, 1996).
S reprezentačním družstvem Československa se zúčastnil Mistrovství světa 1982 v Kolumbii (10. místo), Mistrovství Evropy juniorů 1978 v Itálii (7. místo) a čtyř Mistrovství Evropy mužů - 1981 v Praze (3. místo),1983 v Nantes, Francie (10. místo), 1985 ve Stuttgartu, Německo (2. místo) a 1987 v Athénách (8. místo). S basketbalovou reprezentací Československa získal na Mistrovství Evropy stříbrnou a bronzovou medaili. Za reprezentační družstvo Československa v letech 1979-1988 hrál 241 zápasů, z toho na pěti světových a evropských basketbalových soutěžích mužů celkem 31 zápasů, v nichž zaznamenal 220 bodů.
Dvakrát byl vyhlášen nejlepším basketbalistou Slovenska (1985, 1986). Po roce 1994 byl trenérem ligových klubů BK Trenčín, BK Nový Jičín a BK Ústí nad Labem a v letech 1997-2001 trenérem reprezentačního družstva Slovenska.

## Hráčská kariéra

### Kluby - liga
- 1977-1979 Slavia VŠT Košice - 7. místo (1978), 12. místo (1979)
- 1979-1984 Slavii VŠ Praha - 2x mistr Československa (1981, 1982), 4. místo (1980), 2x 6. místo (1983, 1984)
- 1985-1986 RH Pardubice - 4 místo (1986)
- 1984-1985, 1986-1989 Inter Bratislava - mistr Československa (1985), vicemistr (1988), 2x 3. místo (1987, 1989)
- V československé lize celkem 12 sezón (1977-1989) a 5558 bodů (18. místo)
- 1994-1997 Trenčín, Slovensko - 6. místo (1995), 8. místo (1996), 10. místo (1997)

úspěchy
- 3x mistr Československa (1981, 1982, 1985), vicemistr (1988), 2x 3. místo (1987, 1989)
- 1986/87 v nejlepší pětce sezóny "All stars" československé ligy basketbalu
- 2x Najlepší basketbalista Slovenska (1985, 1986)

### Evropské poháry klubů
- Slavii VŠ Praha
  - Pohár evropských mistrů - 1982 (čtvrtfinálová skupina), 1983 (1. kolo Turun NMKY Helsinky, Finsko)
  - FIBA Pohár Korač - 1981 (2. kolo BC Sunair Oostende, Belgie)
- Inter Bratislava
  - Pohár evropských mistrů - 1986 (1. kolo BC Žalgitis Kaunas, Litva)
  - FIBA Pohár Korač - 1987, 1988 (2x 2. kolo 2x Hapoel Tel-Aviv BC)
- BK Trenčín - FIBA Pohár Korač - - 1995 (2. kolo Filodoro Fortitudo Bologna, Itálie ), 1996 (1. kolo Belgacom Union Mons, Belgie)

### Československo
- Za československou basketbalovou reprezentaci Československa v letech 1979 až 1988 hrál 241 zápasů, z toho 31 na OH a ME, v nichž zaznamenal 220 bodů

Mistrovství světa - 1982 Kolumbie (126 bodů /7 zápasů) 10. místo
Mistrovství Evropy juniorů - 1978 Itálie (181 bodů /7 zápasů), nejlepší střelec týmu, 7. místo
Mistrovství Evropy mužů - 1981 (13 bodů /5 zápasů) 3. místo, 1983 Nantes, Francie (34 /7) 10. místo, 1985 Stuttgart, Německo (11 /4) 2. místo a 1987 Athény, Řecko (66 /8) 8. místo
- Celkem na 4 Mistrovství Evropy 124 bodů ve 24 zápasech, 2 medaile (stříbrná a bronzová)

## Trenér
- 1994-1998 BK Trenčín - 6. místo (1995), 8. místo (1996), 10. místo (1997)
- 1997-2001 Slovensko - muži
- 1999 AEL Limassol, Kypr (předčasně ukončeno)
- 1999-2001 Nový Jičín - 3. místo (2001), 4. místo (2000)
- 2001 trenér týmu při utkání All Stars české ligy 2001
- 2001-2003 BK Ústí nad Labem